# Jean Le Dû
Pour les articles homonymes, voir Le Dû.
Jean Le Dû est un linguiste français né le 28 mars 1938 à Dieppe et mort le 6 mai 2020 à Saint-Quay-Portrieux,,. 

## Biographie
Jean Le Dû est originaire de Plougrescant, sa mère venant du Gouret, et son père est né à Prat et élevé à Buguélès.
Il a, durant cinquante ans, soigneusement collecté auprès d'informateurs nés entre 1875 et 1914 les mots et expressions en langue bretonne de Plougrescant. En 2012 il publie le fruit de ses recherches dans un dictionnaire en deux volumes ; breton-français et français-breton, nommé Le trégorrois à Plougrescant. Il découvre son identité bretonne lors de son exil d'enfance à Dieppe.

« Quand on est ainsi déraciné, on prend conscience de sa différence. Pendant les vacances, je revenais chez ma grand-mère. À 14 ans, j'ai décidé de ne plus parler que breton. J'ai pris mon carnet et je me suis mis à noter tous les mots, toutes les expressions utilisés chez nous, où même le français est parfois différent. Ici, on ne dit pas je vais à la mer, mais je vais à la grève. »

— Jean Le Dû
[réf. souhaitée]
Sociolinguiste, il a mené une réflexion commune avec Yves Le Berre sur les rapports entre les langues et la société en Bretagne, en essayant d’élaborer une théorie plus générale aboutissant sur l’organisation de deux colloques (en 1994 et 1997), ainsi que sur la publication de la revue La Bretagne linguistique. Spécialiste de la géographie linguistique, il est l'auteur du Nouvel Atlas linguistique de la Basse-Bretagne, a été directeur de la partie celtique de l’Atlas Linguarum Europae et consultant de l’Atlas Linguistique Roman (comportant deux points d’enquête en Basse-Bretagne).

### Carrière universitaire
Docteur de 3e cycle en phonétique anglaise, Jean Le Dû découvre à la faculté de Rennes les cours de breton et d'irlandais du chanoine Falc'hun et devient par la suite docteur d'État de celtique et même assistant de celtique en 1965. Professeur émérite de celtique de l'université de Bretagne-Occidentale, il fut directeur du Groupement de recherche 9 du CNRS (Atlas Linguistiques) de 1988 à 1996.

### Engagement politique
Jean Le Dû est membre du Parti communiste français. 

### Vie privée
Jean Le Dû est marié à une professeure de physique-chimie et est le père de deux filles prénommées Mai et Donaig.

## Publications
- Yves Le Berre, Jean Le Dû : Dictionnaire pratique français-breton (Studi), CRDP Roazhon, plusieurs tomes entre 1976 et 1986.
- Ar brezoneg dre zelled, kleved, komz ha lenn, Ar Helener-Skol vrezoneg, 1993.
- Nouvel atlas linguistique de la Basse-Bretagne, Centre de recherche bretonne et celtique, 2001.
- Yves Le Berre, Jean Le Dû : Proverbes et Dictions de Basse-Bretagne, Armeline.  (ISBN 2-910878-04-X)
- Anthologie des expressions de Basse-Bretagne, Armeline, 1999.
- Du café vous aurez?, Armeline, 2002.
- Le trégorrois à Plougrescant. Dictionnaire breton français, Emgleo Breiz.  (ISBN 978-2-35974-035-6)
- Le trégorrois à Plougrescant. Dictionnaire français breton, Emgleo Breiz.  (ISBN 978-2-35974-036-3)
- Une vie irlandaise du Connemara à Ráth Chairn, histoire de la vie de Micil Chonraí, traduction en français par Jean Le Dû, Terre de brume-PUR, 2010.
- Guylaine Brun-Trigaud, Yves Le Berre et Jean Le Dû, Lectures de l'Atlas Linguistique de la France de Gilliéron et Edmont. Du temps dans l'espace, CTHS, 2005 (réimpression 2010).  (ISBN 2-7355-0592-8)
- Jean Le Dû et Guylaine Brun-Trigaud, Atlas Linguistique des Petites Antilles (ALPA). vol. 1. Paris : CTHS.  (ISBN 978-2-7355-0747-4)
- Jean Le Dû et Guylaine Brun-Trigaud, Atlas Linguistique des Petites Antilles (ALPA). vol. 2. Paris : CTHS.  (ISBN 978-2-7355-0809-9)